# Mohamed Bendebbah
Œuvres principales
Koum Tara
Erbiîya « La printanière »
 Selli homoumek
Mohamed Bendebbah est un poète algérien du melhoun, il a vécu à Tlemcen et Constantine au XVIIIe siècle. Il est l'un des auteurs du hawzi. Il est l'auteur de la qasida populaire Koum Tara, chantée dans la musique arabo-andalouse algérienne.

## Biographie
Mohamed Bendebbah a vécu à Médéa, Tlemcen et Constantine au XVIIIe siècle. Il existe peu d'indications sur ce personnage. Il semble avoir été contemporain de Boumédiène Bensahla, et serait le fils d'un bey du Titteri. Selon El Hassar, il est né en 1720.
Beaucoup de grands poètes populaires, surtout dans le genre dit hawzi sont des Kouloughlis : Ahmed Ben Triki, Belabbès El-Mazouni, Qaddour Benothman, El-Habib Benguennoun (par sa mère). Dans une qasida, il dit qu’il est originaire de Tlemcen et d'origine non-juive. Ses écrits reflètent bien le site de la « ville aux poches d'eau » (Tlemcen). Sa vie s'est partagée entre Tlemcen et Constantine, où il est supposé être décédé en 1822 et enterré.

## Œuvres
Mohamed Bendebbah est parmi les poètes émérites du Melhoun et notamment du  genre hawzi. Il avait la maîtrise des deux registres populaires et pouvaient composer, indifféremment, dans le style citadin comme dans le style bédouin. Ses compositions peu nombreuses témoignent d'un renouveau poétique et musical dans la population constantinoise. Il a légué un recueil d'une dizaine de poésies chantées, imprégnées d'une tendre touche de lyrisme, de rêve et de mélancolie. Sa poésie est particulièrement appréciée par les amateurs du genre poético-musical connu sous le nom de Fraqât, qui est un chant traditionnel d'exploration émotionnelle.
Le poète Mohamed Bendebbah a laissé son empreinte dans l'époque des grands poètes-producteurs de la sana'a en Algérie, et ce, jusqu'au XIXe siècle. Il est l'auteur du poème Koum tara darahim ellouz ( « Viens admirer les pétales de l'amandier » ), aussi appelé Er-rabii aqbal ya insân, (chanté dans les noubas Insiraf raml al maya, Inquilab moual ou btaihi raml al maya). Il est également l'auteur d'une célèbre qasida dite Erbiîya ( « La printanière » ), qui a été interprétée, dans diverses versions par les plus grands chanteurs dont Hadj El Anka et Omar Mekraza.
Il est ainsi l'un des auteurs locaux des pièces de zadjal, chantées dans la musique arabo-andalouse algérienne :
- Daaa sabri (« Ma patience n'a que trop duré »)[10]
- Ya farid al-asr ahif (dans la nouba Inçiraf sika)[10].
- Rimoun nadhratni (darj rasd)[11]
- Ma ahla al-achiya (btaïhi rasd, mezmoum)[11]
- Ma bqa li fi eddounia ma chouf salouane (hawzi)[12]
- Alhoub aatani fatra (hawzi)[12]
- Selli homoumek (hawzi)[12]